# Montreux Volley Masters de 2005
O Montreux Volley Masters de 2005 foi realizado em Montreux, Suíça entre 5 de junho e 13 de junho de 2005. Participaram do torneio 8 seleções.
Na decisão, o Seleção do Brasil derrotou a China por 3 sets a 2 e conquistou o terceiro título em Montreux. A Itália ficou com a medalha de bronze.

## Seleções participantes
- China
- Cuba
- Alemanha
- Brasil
- Polônia
- Estados Unidos
- Japão
- Itália

## Grupos
| Grupo A                             | Grupo B                    |
| ----------------------------------- | -------------------------- |
| China Itália Polónia Estados Unidos | Brasil Cuba Alemanha Japão |